# Charles Varat
Charles Louis Varat, né le 6 janvier 1842 à Paris et mort dans le 1er arrondissement de Paris le 22 avril 1893, est un explorateur français.

## Biographie
Le ministère de l'instruction publique l'envoie en Corée pour y effectuer des recherches ethnographiques pour le Musée du Trocadéro, il y arrive à l'automne 1888 et repart début 1889, il en devient le premier étranger à traverser le pays, et y fait la collecte d'objets avec l'aide de la légation française en Corée.
En 1889, ses objets sont exposés au Musée ethnographique du Trocadéro de Paris, puis en 1893 une partie des objets et des livres collectés en Corée sont transmis au Musée Guimet.
Varat réalise alors un véritable tour du monde. Il traverse le Canada en train, visite la Californie puis le Japon qu'il parcourt des Kouriles à Kyūshū et y étudie les Aïnos de Hokkaido. 
Il embarque ensuite pour Vladivostok, visite la Mandchourie et rembarque à Tche-Fou pour la Corée. Il débarque alors à Tchémoulpo puis séjourne à Séoul où Victor Collin de Plancy l'aide à préparer un voyage dans l'intérieur. 
Avec une caravane de douze hommes et de huit chevaux, il atteint Taïkou, gagne les montagnes de l'est infestées de brigands et poursuit vers le sud pour entrer dans Fousan. 
Varat visite encore l'Indochine, le Siam et l'Inde britannique avant de rentrer en France.
En 1892, il raconte son voyage en Corée dans la revue Le Tour du monde.
Il meurt le 22 avril 1893, onze jours après l’inauguration d’une partie de sa collection léguée au Musée d’art asiatique Guimet.

## Publication
- Voyage en Corée, Le Tour du monde, vol. 63, 1892, p. 289-368 [lire sur Wikisource]